# Fabienne Schlumpf
Pour les articles homonymes, voir Schlumpf.
Fabienne Schlumpf, née le 17 novembre 1990, est une athlète suisse spécialiste du 3 000 m steeple.

## Biographie
Fabienne Schlumpf est championne de Suisse à de multiples reprises dans plusieurs disciplines d'athlétisme. Elle s'est également illustrée au niveau international en participant aux championnats d'Europe de cross en 2011, 2012 et 2013. De plus, elle participe à la finale des Championnats d'Europe d'athlétisme en 2014 et 2016.
Aux Jeux olympiques de Rio de Janeiro, elle se qualifie pour la finale du 3000m steeple en battant son record national en 9 min 30 s 54 puis termine 18e de la finale.
Parallèlement à sa carrière sportive, Fabienne Schlumpf travail à temps partiel comme employée de commerce à l'administration municipale de Wetzikon.
En 2017, lors des 10km de Payerne, elle bat le record national féminin de 10km sur route vieux de 15 ans. Le 15 juin, elle bat lors des Bislett Games d'Oslo son propre record de Suisse du 3 000 m steeple en 9 min 21 s 65.
Le 12 août 2018, lors des championnats d'Europe de Berlin, Fabienne Schlumpf décroche sa première médaille internationale à l'occasion de la finale du 3 000 m steeple. Menant de bout en bout la course, elle n'est devancée que dans la dernière ligne droite par la tenante du titre allemande Gesa Felicitas Krause. En 9 min 22 s 29, son meilleur temps de la saison, elle remporte donc la médaille d'argent derrière l'Allemande (9 min 19 s 80) et devant la Norvégienne Karoline Bjerkeli Grøvdal (9 min 22 s 46). Le 14 octobre, lors des 10 kilomètres de Berlin elle abaisse son propre record de 2017 à 32 min 1 s et termine troisième de cette course.Le 17 novembre, elle remporte la Corrida bulloise, une course populaire dans les rues de Bulle en 19 min 41 s. Le 9 décembre, Schlumpf termine deuxième en 26 min 6 s  de la course sénior des Championnats d'Europe de cross-country à Tilbourg, aux Pays-Bas, se classant juste derrière la Turque Yasemin Can.
Le 17 octobre 2020, elle se classe treizième des championnats du monde de semi-marathon à Gdynia en 1 h 8 min 38 s, améliorant son propre record de plus d'une minute trente et établissant un nouveau record de Suisse.
Elle court son premier marathon le 3 avril 2021 lors de l'épreuve de qualification des Jeux olympiques d'été de 2021 organisée par Swiss Athletics à Belp. Elle décroche son ticket haut la main en signant un nouveau record national en 2 h 26 min 14 s.
En janvier 2022, Fabienne Schlumpf met sa carrière sportive entre parenthèse à la suite d'une inflammation du muscle cardiaque. Elle effectue son retour à la compétition en juin 2022 lors de la course féminine suisse qu'elle remporte pour la troisième fois.
Le 24 septembre 2023, elle réalise une solide course lors du marathon de Berlin. Elle se classe quinzième en 2 h 25 min 27 s et améliore son propre record de Suisse de la distance.

## Palmarès
| Date | Compétition                            | Lieu           | Résultat | Épreuve          | Temps                |
| ---- | -------------------------------------- | -------------- | -------- | ---------------- | -------------------- |
| 2014 | Championnats d'Europe                  | Zurich         | 13e      | 3000 m steeple   | 9 min 55 s 92        |
| 2014 | Course urbaine de Bâle                 | Bâle           | 1re      | Course populaire | 19 min 23 s          |
| 2016 | Championnats d'Europe                  | Amsterdam      | 5e       | 3000 m steeple   | 9 min 40 s 01        |
| 2016 | Jeux olympiques                        | Rio de Janeiro | 18e      | 3000 m steeple   | 9 min 59 s 30        |
| 2016 | Championnats d'Europe de cross-country | Chia           | 8e       | Cross-country    | 25 min 46 s          |
| 2017 | Championnats d'Europe par équipes      | Vaasa          | 1re      | 5 000 mètres     | 15 min 47 s 29       |
| 2017 | Championnats d'Europe par équipes      | Vaasa          | 1re      | 3000 m steeple   | 9 min 38 s 08        |
| 2017 | Course féminine suisse                 | Berne          | 1re      | 5 kilomètres     | 16 min 32 s          |
| 2017 | Championnats d'Europe de cross-country | Šamorín        | 7e       | Individuel       | 27 min 24 s          |
| 2018 | Championnats du monde de semi-marathon | Valence        | 16e      | Semi-marathon    | 1 h 10 min 36 s      |
| 2018 | Course féminine suisse                 | Berne          | 1re      | 5 kilomètres     | 16 min 43 s          |
| 2018 | Championnats d'Europe                  | Berlin         | 2e       | 3000 m steeple   | 9 min 22 s 29        |
| 2018 | 10 kilomètres de Berlin                | Berlin         | 3e       | 10 kilomètres    | 32 min 01 s (NR)     |
| 2018 | Corrida bulloise                       | Bulle          | 1re      | Course populaire | 19 min 41 s          |
| 2018 | Championnats d'Europe de cross-country | Tilbourg       | 2e       | Individuel       | 26 min 6 s           |
| 2020 | Championnats du monde de semi-marathon | Gdynia         | 13e      | Semi-marathon    | 1 h 08 min 38 s (NR) |
| 2021 | Jeux olympiques                        | Tokyo          | 12e      | Marathon         | 2 h 31 min 36 s      |
| 2022 | Course féminine suisse                 | Berne          | 1re      | 5 kilomètres     | 17 min 15 s          |
| 2023 | Course féminine suisse                 | Berne          | 3e       | 5 kilomètres     | 16 min 36 s          |
| 2023 | Marathon de Berlin                     | Berlin         | 15e      | Marathon         | 2 h 25 min 27 s      |
| 2024 | Grand Prix de Berne                    | Berne          | 1re      | 10 miles         | 54 min 31 s          |
| 2024 | Championnats d'Europe                  | Rome           | 7e       | Semi-marathon    | 1 min 10 s 01        |
| 2024 | Jeux olympiques                        | Paris          | 16e      | Marathon         | 2 h 28 min 10 s      |
| 2024 | Morat-Fribourg                         | Fribourg       | 2e       | Course populaire | 58 min 50 s          |
| 2024 | Marathon de New York                   | New York       | 5e       | Marathon         | 2 h 26 min 31 s      |
| 2025 | Course féminine suisse                 | Berne          | 3e       | 5 kilomètres     | 17 min 0 s           |

| Année | Discipline     | Résultat | Performance | Lieu       |
| ----- | -------------- | -------- | ----------- | ---------- |
| 2008  | 3000 m steeple | 2        | 11:06.79    | Fribourg   |
| 2009  | 3000 m steeple | 1        | 11:20.48    | Zürich     |
| 2010  | 3000 m steeple | 3        | 10:59.08    | Uster      |
| 2011  | Cross          | 3        | 10:56       | Sion       |
| 2012  | 3000 m steeple | 1        | 10:09.98    | Uster      |
| 2012  | Cross          | 2        | 10:33       | Näfels     |
| 2013  | 1500 m         | 2        | 4:26.35     | Lucerne    |
| 2013  | 10 km route    | 1        | 34:01       | Uster      |
| 2013  | Cross          | 1        | 10:26       | Düdingen   |
| 2014  | 1500 m         | 1        | 4:22.89     | Frauenfeld |
| 2014  | 10 km route    | 1        | 33:36       | Saxon      |
| 2014  | Cross          | 1        | 28:34       | Zürich     |
| 2019  | 10 km route    | 1        | 32:10       | Uster      |

## Records
| Épreuve         | Performance          | Date            | Lieu    |
| --------------- | -------------------- | --------------- | ------- |
| 2 000 m steeple | 6 min 20 s 67 (NR)   | 27 mai 2016     | Uster   |
| 3 000 m steeple | 9 min 21 s 65        | 15 juin 2017    | Oslo    |
| 5 kilomètres    | 16 min 33 s          | 11 juin 2017    | Berne   |
| 10 kilomètres   | 32 min 1 s (NR)      | 11 octobre 2018 | Berlin  |
| Semi-marathon   | 1 h 8 min 27 s (NR)  | 21 mars 2021    | Dresde  |
| Marathon        | 2 h 24 min 30 s (NR) | 3 décembre 2023 | Valence |